# John Frizzell

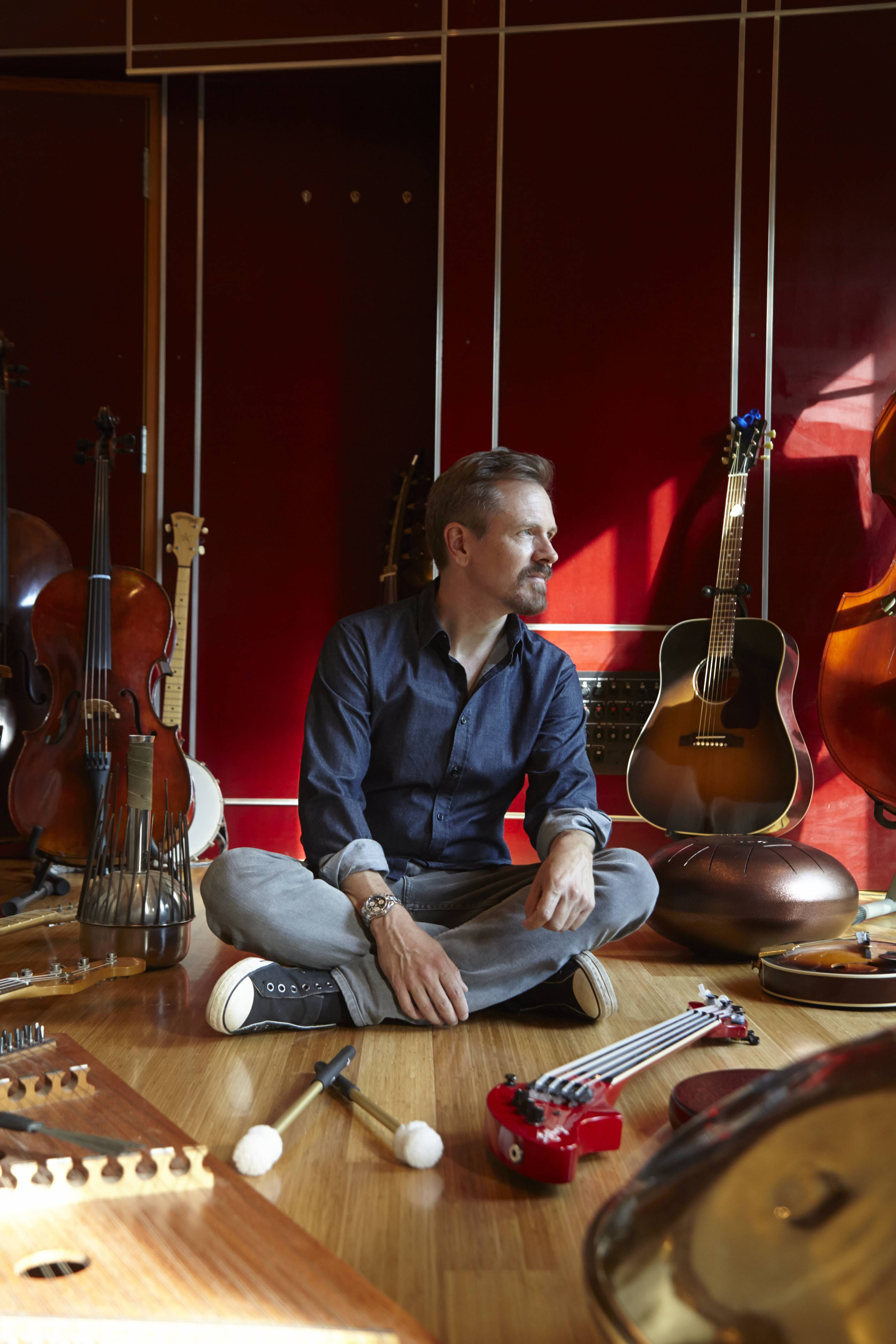
John Frizzell

John Frizzell (* 1966 in New York City) ist ein US-amerikanischer Filmkomponist.
Frizzell besuchte die University of Southern California und die Manhattan School of Music, bevor er für einige Folgen der Fernsehserie VR.5 die Musik komponierte. Seine ersten Kompositionen für einen Film entstanden in Zusammenarbeit mit Ryūichi Sakamoto 1993 für Wild Palms. Sein Schaffen umfasst mehr als 80 Film- und Fernsehproduktionen.
Für seine Arbeit an Dante’s Peak wurde der Komponist 1998 mit dem ASCAP Award ausgezeichnet. Im gleichen Jahr gewann er einen BMI Film Music Award für seine Musik zu Beavis und Butt-Head machen’s in Amerika. 2013 gewann er diesen Preis erneut.

## Filmografie (Auswahl)
als Komponist
- 1994: Das Signum des Ritualmörders (Keys, Fernsehfilm)
- 1995: VR.5 (Fernsehserie)
- 1995: Gib mir meine Kinder wieder (Whose Daughter Is She?)
- 1996: Beavis und Butt-Head machen’s in Amerika (Beavis and Butt-Head Do America)
- 1996: Tödliche Verschwörung (The Rich Man’s Wife)
- 1997: Dante’s Peak
- 1997: Alien – Die Wiedergeburt (Alien: Resurrection)
- 1998: Ich weiß noch immer, was du letzten Sommer getan hast (I Still Know What You Did Last Summer)
- 1998: Mafia! – Eine Nudel macht noch keine Spaghetti! (Jane Austen’s Mafia!)
- 1999: Alles Routine (Office Space)
- 1999: Tötet Mrs. Tingle! (Teaching Mrs. Tingle)
- 2000: Beautiful
- 2000: Vom Teufel besessen (Possessed)
- 2001: 13 Geister (Thir13en Ghosts)
- 2001: Josie and the Pussycats
- 2001: James Dean
- 2002: Ghost Ship
- 2003: Born 2 Die (Cradle 2 the Grave)
- 2003: Gods and Generals
- 2003: Abgezockt! (Scorched)
- 2006: Stay Alive
- 2006: The Woods
- 2007: Beneath
- 2007: The Reaping – Die Boten der Apokalypse (The Reaping)
- 2007: Masters of Science Fiction (Miniserie)
- 2007: Die Fährte des Grauens (Primeval)
- 2008: Henry Poole – Vom Glück verfolgt (Henry Poole Is Here)
- 2008: 100 Feet
- 2009: Taras Welten (United States of Tara, Fernsehserie)
- 2009: Whiteout
- 2010: Legion
- 2011: The Roommate
- 2011–2012: The Secret Circle (Fernsehserie)
- 2013: Texas Chainsaw 3D
- 2013–2015: The Following (Fernsehserie)
- 2016: Das Wiegenlied vom Tod (When the Bough Breaks)
- 2017: Leatherface
- 2018: The Possession of Hannah Grace
- 2018–2020: Tell Me a Story (Fernsehserie)
- seit 2022: Beavis and Butt-Head (Fernsehserie)

Orchestrierung
- 1993: Wild Palms